# Vernice (album)
Vernice è l'album di esordio del gruppo musicale italiano Vernice pubblicato nel 1993 dall'etichetta discografica Epic Records..

## Il disco
L'album vendette quasi centomila copie grazie anche ai singoli Su e giù, presentato al Festivalbar 1993 e al brano Bughy, interpretato al Festival italiano e classificatosi secondo dietro a Come mai degli 883.

## Tracce
1. Su e giù – 4:08 (Stefano D'Orazio)
2. Mi fa svenire – 3:27 (Stefano D'Orazio / Roberto Vecchi / Davide Romano / Marco Abbatini)
3. Bughy – 4:43 (Stefano D'Orazio / Roberto Vecchi)
4. Scema – 4:06 (Stefano D'Orazio / Marco Abbatini)
5. Questo no – 4:46 (Stefano D'Orazio)
6. La ragazza dei sogni – 4:09 (Stefano D'Orazio)
7. Voglio andare via – 4:40 (Marco Abbatini / Roberto Vecchi / Enzo Alberigi / Agostino Silvestri / Gianni Loiodice)
8. Ragazze moderne – 4:39 (Stefano D'Orazio / Marco Abbatini / Enzo Alberigi / Agostino Silvestri / Gianni Loiodice)
9. Chiamali profeti – 3:02 (Marco Abbatini / Enzo Alberigi)
10. Lady Jane (Le cose belle) – 3:56 (Mick Jagger / Keith Richards)

## Formazione
- Stefano D'Orazio - voce solista
- Mauro Conti - basso
- Agostino Silvestri - chitarra
- Marco Abbatini - batteria
- Massimo Nardini - tastiere
- Davide Romano e Romano Trevisani - arrangiamenti

Altri musicisti
- Enrico Hartwing
- Claudio Golinelli
- Daniele Tedeschi